# Лекорне, Жозеф Станислас
Жозеф Станислас Лекорне (Лекорнель; фр. Joseph-Stanislas Lescorné, ou Lescornel; 16 сентября 1799, Лангр — 19 апреля 1872, VII округ Парижа) — французский скульптор.

## Биография
Родился в 1799 году в Лангре в семье плотника. В подростковом возрасте помогал отцу в его мастерской, затем обучался в рисовальной школе родного города. В 1822 году переехал в Париж, где учился в Высшей школе изящных искусств в мастерских Пьера Картелье и Луи Петито.
Выставлял свои работы на ежегодном Парижском салоне с 1827 по 1870 год и дважды был удостоен медали Салона второй степени (в 1836 и 1848 годах). В 1845—46 годах совершил путешествие по Италии, Греции и Малой Азии.
Был избран членом-корреспондентом Историко-археологического общества Лангра.
Скончался Лекорне в 1872 году в Париже. Его брат, также скульптор, Николя Лекорне (1806—1879) в дальнейшем завещал собрание работ брата музею искусств и истории родного города.

## Галерея

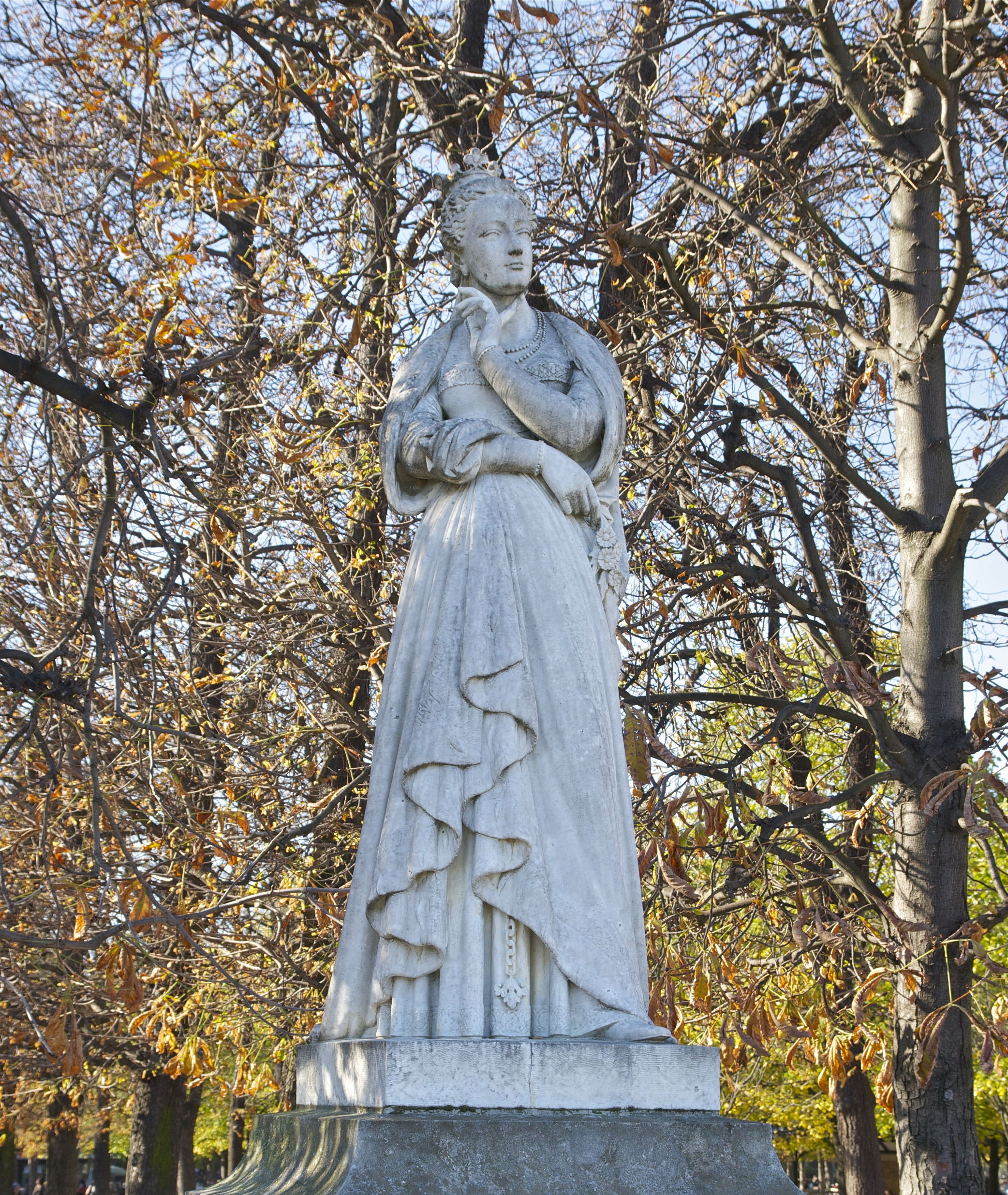
Маргарита Ангулемская, королева Наварры (1845), Люксембургский сад, Париж.
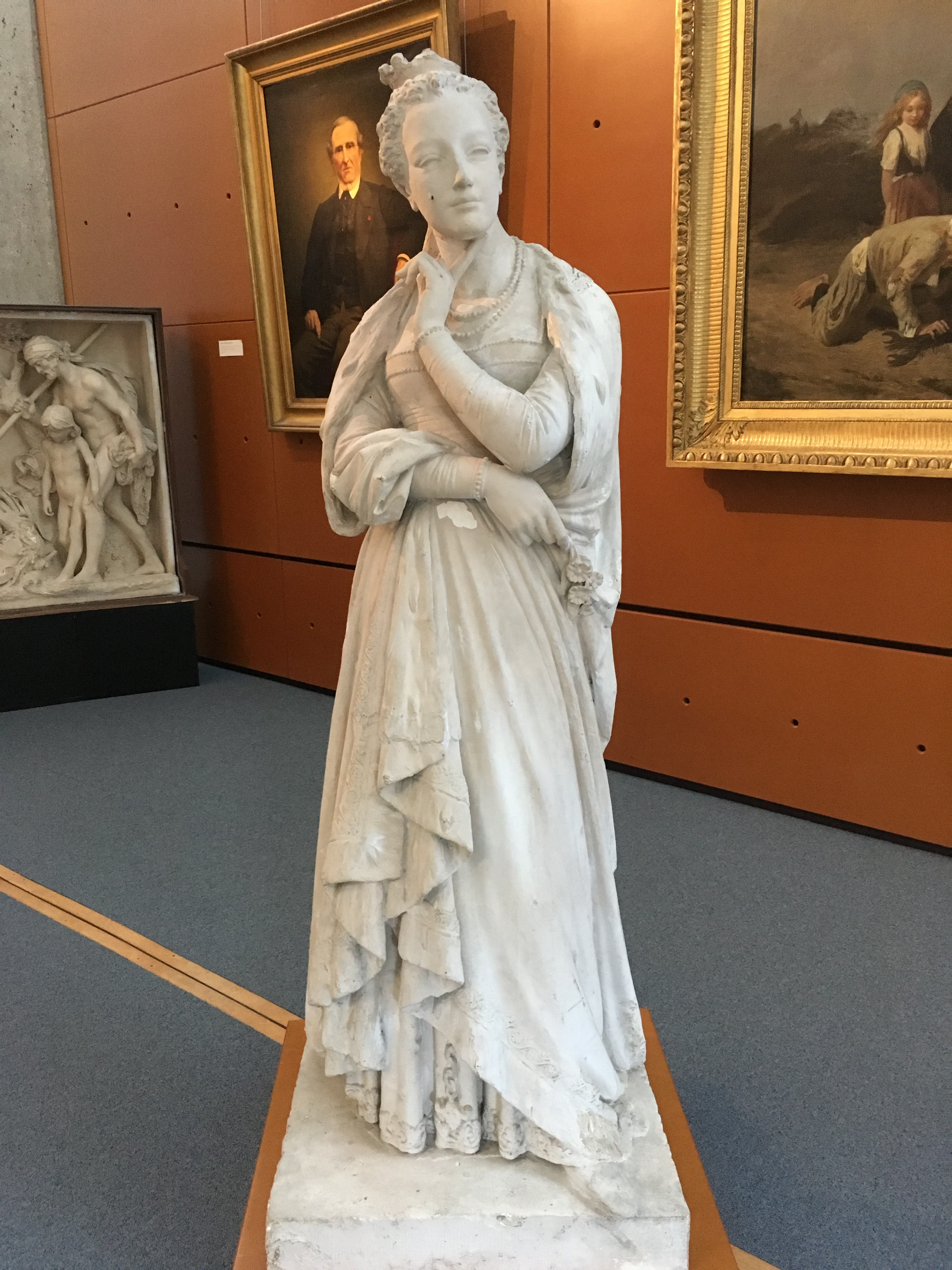
Маргарита Ангулемская, королева Наварры (1848), Музей искусств и истории, Лангр.
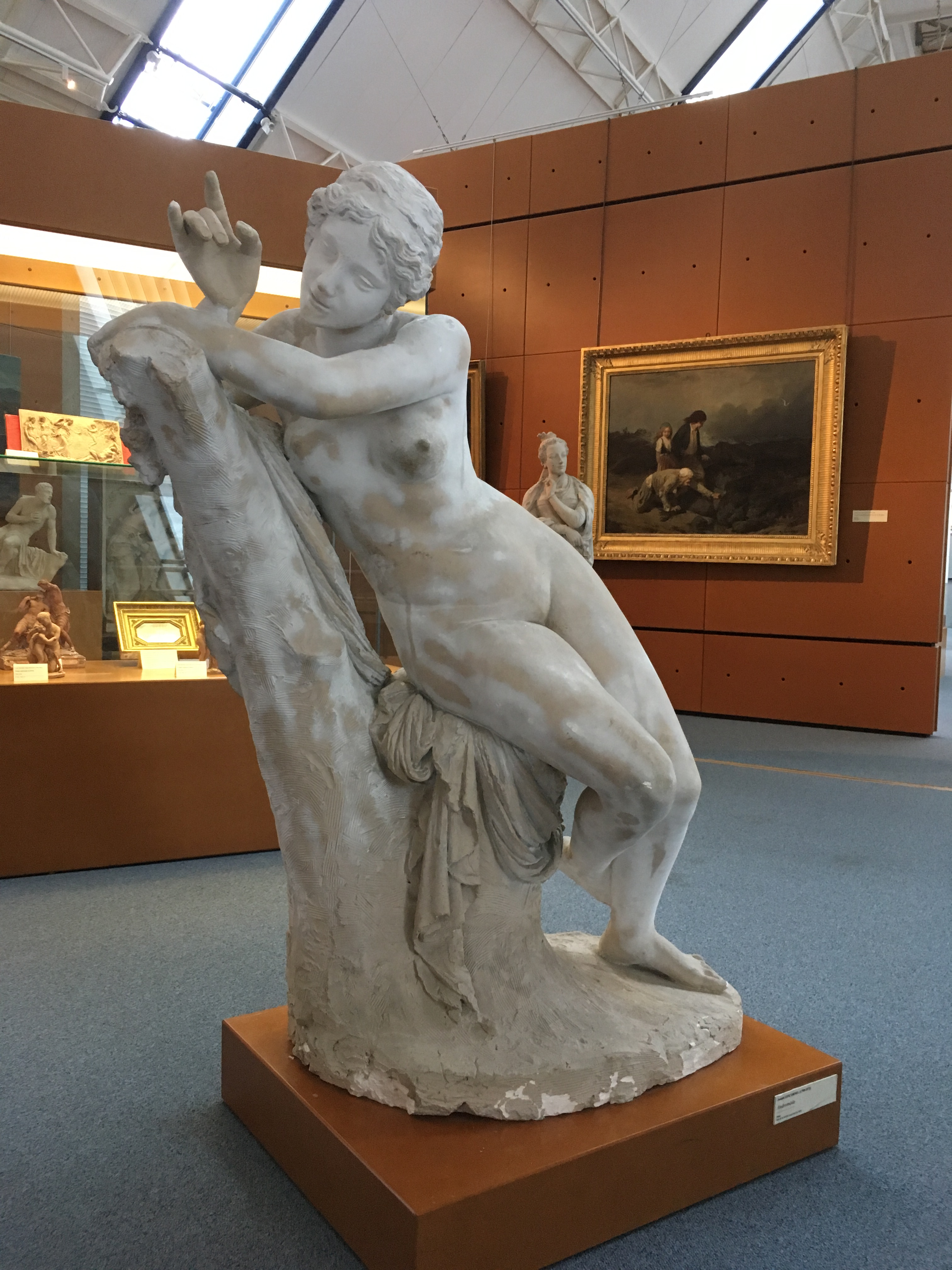
Андромеда на скале (до 1840 г.), Музей искусств и истории, Лангр.
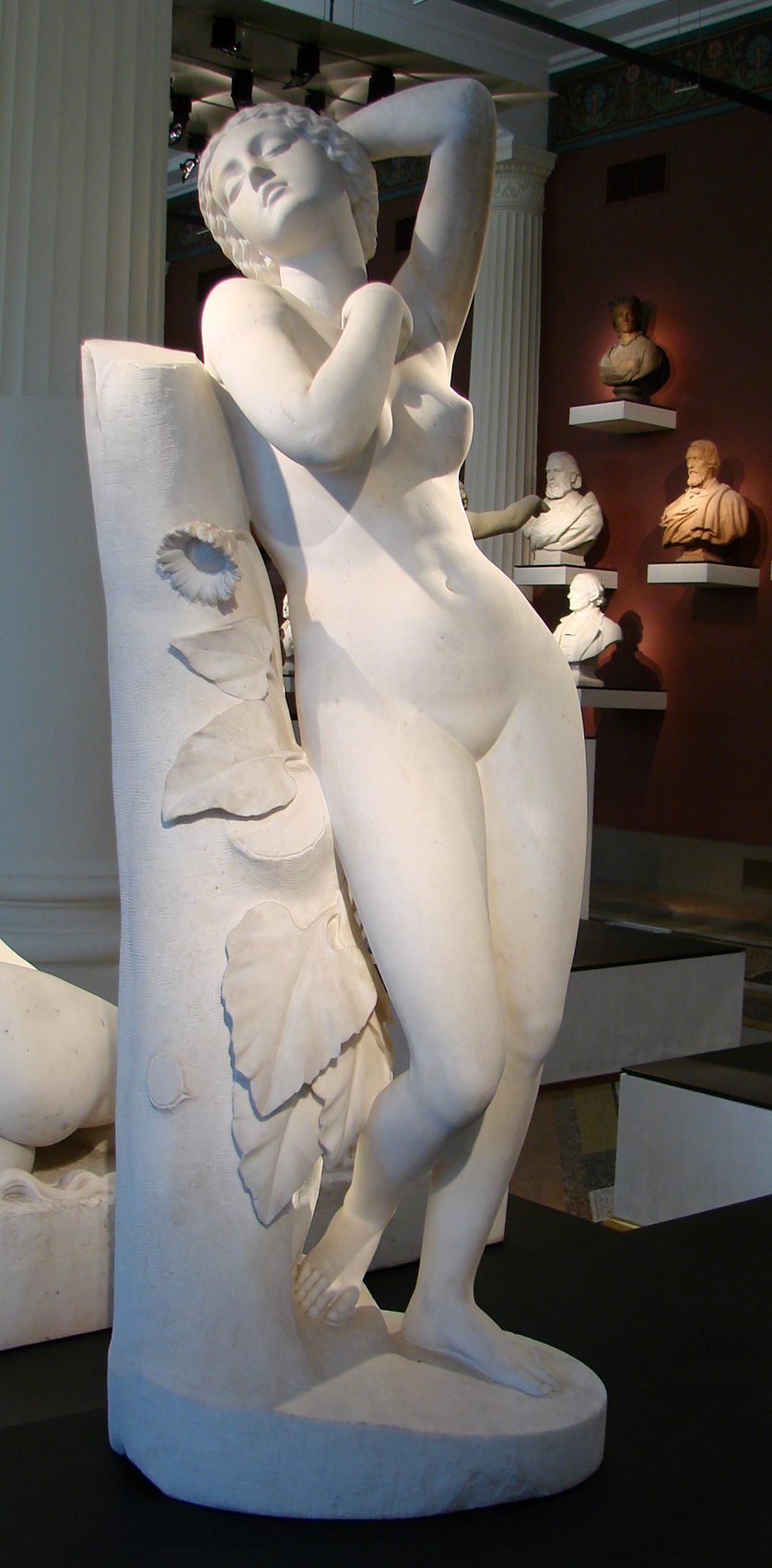
Клития (1848), Музей Пикардии, Амьен.
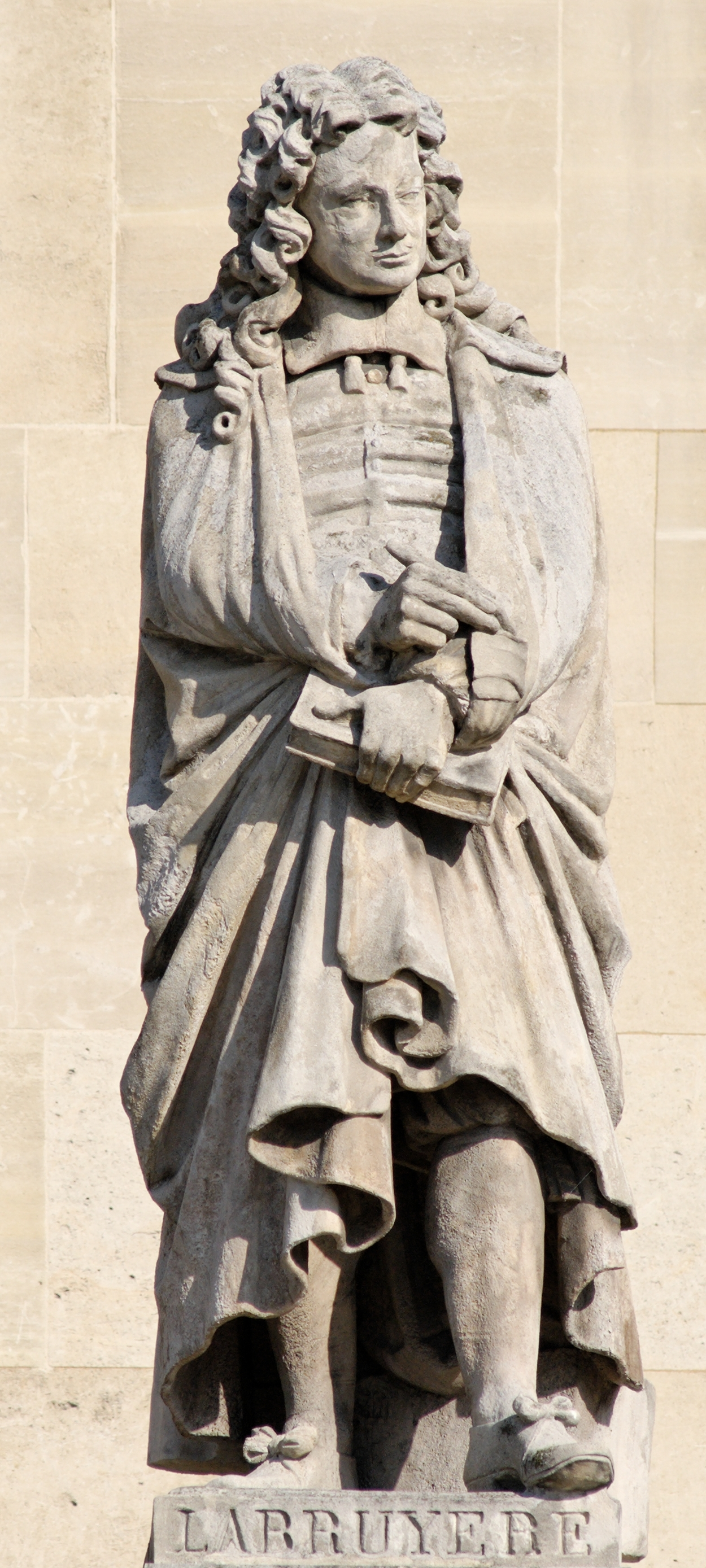
Жан де Лабрюйер (до 1853 года), Лувр (фасад), Париж.
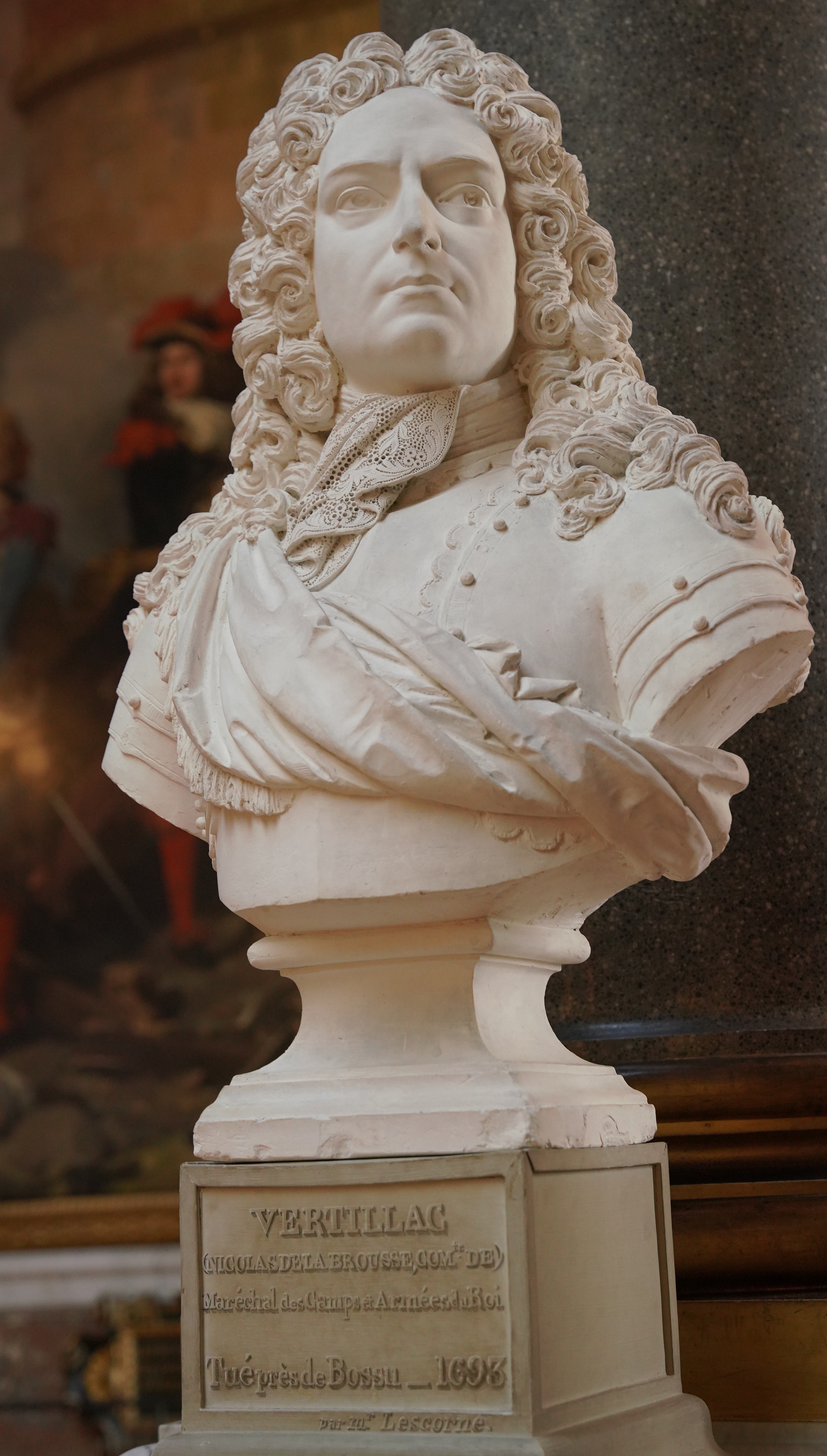
Николя де Ла Брусс, граф де Вертейяк, Версаль